# Ilhas Marshall nos Jogos Olímpicos de Verão de 2024
Ilhas Marshall participaram dos Jogos Olímpicos de Verão de 2024, realizados em Paris, na França. Foi a quinta aparição consecutiva do país nos Jogos Olímpicos desde a estreia em Pequim 2008.
Foi representado por quatro atletas que competiram em três esportes, mas nenhum conquistou medalhas.

## Competidores
Esta foi a participação por modalidade nesta edição:
| Esporte        | Masculino | Feminino | Total |
| -------------- | --------- | -------- | ----- |
| Atletismo      | 1         | 0        | 1     |
| Halterofilismo | 0         | 1        | 1     |
| Natação        | 1         | 1        | 2     |
| Total          | 2         | 2        | 4     |

## Desempenho

### Atletismo
- Q = Qualificado para a próxima fase
- q = Qualificado para a próxima fase como o perdedor mais rápido ou, em eventos de campo, pela posição sem atingir o alvo para qualificação
- N/A = Fase não aplicável para o evento
- Bye = Atleta não precisou disputar aquela fase

Masculino
Eventos de pista
| Atleta       | Evento | Preliminar | Preliminar | Baterias    | Baterias    | Semifinal   | Semifinal   | Final       | Final       | Ref.  |
| Atleta       | Evento | Tempo      | Pos.       | Tempo       | Pos.        | Tempo       | Pos.        | Tempo       | Pos.        | Ref.  |
| ------------ | ------ | ---------- | ---------- | ----------- | ----------- | ----------- | ----------- | ----------- | ----------- | ----- |
| William Reed | 100 m  | 11.29      | 6          | Não avançou | Não avançou | Não avançou | Não avançou | Não avançou | Não avançou | [ 5 ] |

### Halterofilismo
Feminino
| Atleta        | Evento    | Arranco | Arranco | Arremesso | Arremesso | Total | Pos. | Ref.  |
| Atleta        | Evento    | Result. | Pos.    | Result.   | Pos.      | Total | Pos. | Ref.  |
| ------------- | --------- | ------- | ------- | --------- | --------- | ----- | ---- | ----- |
| Mattie Sasser | Até 59 kg | 94      | 12      | 115       | 10        | 209   | 10   | [ 6 ] |

### Natação
Masculino
| Atleta         | Evento     | Eliminatórias | Eliminatórias | Semifinal   | Semifinal   | Final       | Final       | Ref.  |
| Atleta         | Evento     | Tempo         | Pos.          | Tempo       | Pos.        | Tempo       | Pos.        | Ref.  |
| -------------- | ---------- | ------------- | ------------- | ----------- | ----------- | ----------- | ----------- | ----- |
| Phillip Kinono | 50 m livre | 27.43         | 64            | Não avançou | Não avançou | Não avançou | Não avançou | [ 7 ] |

Feminino
| Atleta       | Evento     | Eliminatórias | Eliminatórias | Semifinal   | Semifinal   | Final       | Final       | Ref.  |
| Atleta       | Evento     | Tempo         | Pos.          | Tempo       | Pos.        | Tempo       | Pos.        | Ref.  |
| ------------ | ---------- | ------------- | ------------- | ----------- | ----------- | ----------- | ----------- | ----- |
| Kayla Hepler | 50 m livre | 30.33         | 62            | Não avançou | Não avançou | Não avançou | Não avançou | [ 8 ] |